# Lampe de sel

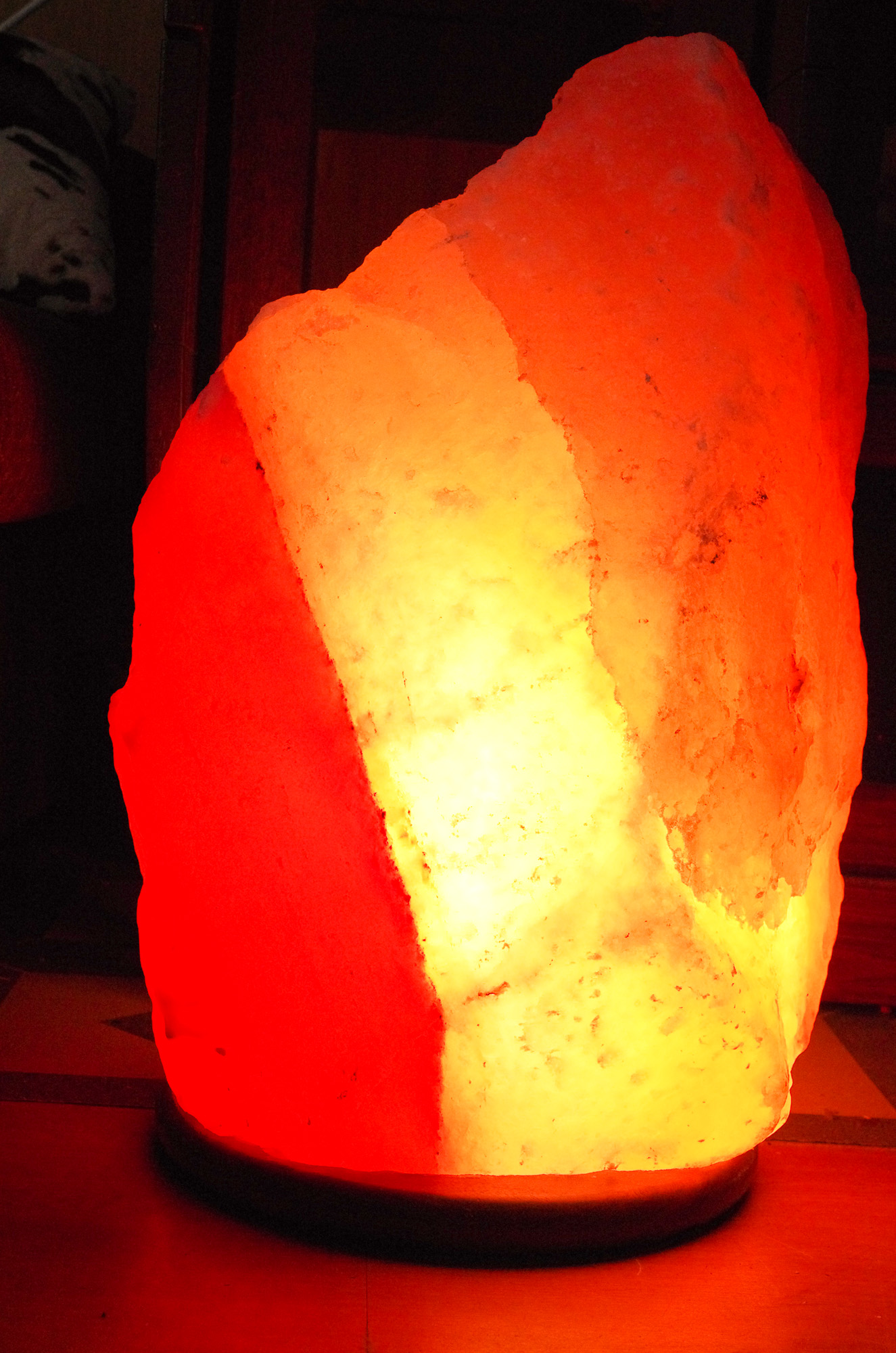
Une lampe de sel rose dont l'intérieur est éclairé.

Une lampe de sel est une lampe constituée d'un bloc de sel, le plus souvent coloré, creusé pour y placer une lampe à incandescence ou une bougie. 

## Utilisation
Ce type de lampe est souvent utilisé en lithothérapie pour les bienfaits qu'elles procureraient à leurs utilisateurs, sans qu'aucune preuve scientifique n'atteste d'une quelconque efficacité de ces pratiques.